# Campeonato regional de fútbol de Santo Antão Norte 2015-16
El campeonato regional de Santo Antão Norte 2015-16 es el campeonato que se juega en los municipios de Paul y Ribeira Grande de isla de Santo Antão. Empezó el 16 de enero de 2016 y terminó el 24 de abril de 2016. El torneo lo organiza la federación de fútbol de Santo Antão Norte. El Paulense DC es el equipo defensor del título.
El torneo lo disputan 6 equipos en un total de 10 jornadas disputada a ida y vuelta. El campeón jugará el campeonato caboverdiano de fútbol 2016, y el que finalice en la última posición desciende a la segunda división. Los partidos se disputan en el estadio João Serra.

## Equipos participantes
- Beira Mar
- Foguetões
- UD Janela
- Paulense Desportivo Clube
- Sinagoga FC
- Solpontense FC

## Tabla de posiciones
Actualizado a 24 de abril de 2016
|   | Equipo                    | PJ | PG | PE | PP | GF | GC | DG  | PTS |
| - | ------------------------- | -- | -- | -- | -- | -- | -- | --- | --- |
| 1 | Sinagoga FC               | 10 | 9  | 1  | 0  | 19 | 3  | +16 | 28  |
| 2 | Paulense Desportivo Clube | 10 | 6  | 3  | 1  | 20 | 10 | +10 | 21  |
| 3 | Beira Mar                 | 10 | 4  | 3  | 3  | 20 | 15 | +5  | 15  |
| 4 | Foguetões                 | 10 | 2  | 3  | 5  | 13 | 19 | -7  | 9   |
| 5 | UD Janela                 | 10 | 2  | 2  | 6  | 15 | 22 | -7  | 8   |
| 6 | Solpontense FC            | 10 | 0  | 2  | 8  | 7  | 25 | -18 | 2   |

|  | Clasificado para el campeonato caboverdiano de fútbol 2016. |
|  | Descendido a segunda división de Santo Antão Norte.         |

(C) Campeón
(D) Descendido

## Resultados
| Paulense  | 1 - 1 | Beira Mar   | João Serra | 16 de enero |
| Sinagoga  | 1 - 0 | Janela      |            | 16 de enero |
| Foguetões | 1 - 1 | Solpontense |            | 17 de enero |

| Solpontense | 2 - 2 | Janela    | 23 de enero |
| Beira Mar   | 3 - 2 | Foguetões | 23 de enero |
| Sinagoga    | 0 - 0 | Paulense  | 24 de enero |

| Sinagoga  | 2 - 0 | Foguetões   | João Serra | 30 de enero | 14:00 |
| Janela    | 2 - 4 | Paulense    | João Serra | 30 de enero | 16:00 |
| Beira Mar | 2 - 1 | Solpontense | João Serra | 31 de enero | 16:00 |

| Foguetões   | 1 - 3 | Paulense  | João Serra | 13 de febrero | 14:00 |
| Solpontense | 0 - 1 | Sinagoga  | João Serra | 13 de febrero | 16:00 |
| Janela      | 0 - 3 | Beira Mar | João Serra | 14 de febrero | 16:00 |

| Beira Mar | 0 - 2 | Sinagoga    | 27 de febrero |
| Paulense  | 3 - 1 | Solpontense | 27 de febrero |
| Foguetões | 1 - 4 | Janela      | 28 de febrero |

| Solpontense | 1 - 2 | Foguetões | João Serra | 12 de marzo | 14:00 |
| Beira Mar   | 1 - 2 | Paulense  | João Serra | 12 de marzo | 16:00 |
| Janela      | 0 - 3 | Sinagoga  | João Serra | 13 de marzo | 16:00 |

| Foguetões | 2 - 2 | Beira Mar   | João Serra | 18 de marzo | 16:00 |
| Paulense  | 1 - 2 | Sinagoga    | João Serra | 19 de marzo | 14:00 |
| Janela    | 2 - 0 | Solpontense | João Serra | 19 de marzo | 16:00 |

| Solpontense | 0 - 4 | Beira Mar |            | 9 de abril |
| Foguetões   | 1 - 2 | Sinagoga  |            | 9 de abril |
| Paulense    | 2 - 1 | Janela    | João Serra | 9 de abril |

| Beira Mar | 3 - 3 | Janela      | 16 de abril |
| Paulense  | 0 - 0 | Foguetões   | 16 de abril |
| Sinagoga  | 4 - 0 | Solpontense | 17 de abril |

| Janela      | 1 - 3 | Foguetões | 23 de abril |
| Sinagoga    | 2 - 1 | Beira Mar | 23 de abril |
| Solpontense | 1 - 4 | Paulense  | 24 de abril |

### Evolución de las posiciones
| Equipo / Jornada          | 01 | 02 | 03 | 04 | 05 | 06 | 07 | 08 | 09 | 10 |
| ------------------------- | -- | -- | -- | -- | -- | -- | -- | -- | -- | -- |
| Beira Mar                 | 3  | 1  | 2  | 1  | 3  | 3  | 3  | 3  | 3  | 3  |
| Foguetões                 | 5  | 5  | 6  | 5  | 6  | 4  | 5  | 5  | 5  | 4  |
| UD Janela                 | 6  | 6  | 5  | 6  | 4  | 5  | 4  | 4  | 4  | 5  |
| Paulense Desportivo Clube | 4  | 4  | 3  | 3  | 2  | 2  | 2  | 2  | 2  | 2  |
| Sinagoga FC               | 1  | 2  | 1  | 2  | 1  | 1  | 1  | 1  | 1  | 1  |
| Solpontense FC            | 2  | 3  | 4  | 4  | 5  | 6  | 6  | 6  | 6  | 6  |

| Campeón Sinagoga FC 1.er título |

## Estadísticas
- Mayor goleada:

Solpontense 0 - 4 Beira Mar (9 de abril)
Sinagoga 4 - 0 Solpontense (17 de abril)
- Partido con más goles: Janela 2 - 4 Foguetões (30 de enero)
- Mejor racha ganadora: Sinagoga; 8 jornadas (jornada 3 a 10)
- Mejor racha invicta: Sinagoga; 10 jornadas (jornada 1 a 10)
- Mejor racha marcando: Sinagoga; 8 jornadas (jornada 3 a 10)
- Mejores racha imbatida: Sinagoga; 6 jornadas (jornada 1 a 6)
- Máximo goleador: Jorge Mota (Sinagoga)
- Portero menos batido: Amarildo Delgado (Sinagoga)
- Equipo con menos tarjetas: Sinagoga